# Josef Kleinmeyer
Josef Kleinmeyer auch Joseph (* 15. August 1874 in Pfaffendorf; † 2. Januar 1936 ebenda) war ein deutscher Verwaltungsbeamter und Politiker (SPD).

## Leben
Nach dem Besuch der Volksschule in Pfaffendorf absolvierte Kleinmeyer eine Bürolehre, die er mit der Gehilfenprüfung abschloss. Danach arbeitete er als Angestellter bei der Regierung in Koblenz, von 1898 bis 1899 als Hilfsarbeiter und ab 1899 beim Landratsamt in Mayen als Bearbeiter für Angelegenheiten der Polizei und der Invaliden- und Altersversorgung. Von 1900 bis 1913 war er als Steuerbeamter (Diätar) bei der Einkommenssteuerveranlagungskommission Koblenz-Stadt und -Land tätig. Im Anschluss war er bis 1914 Beamter (Kanzleisekretär) bei der Koblenzer Regierung. Von 1914 bis 1918 nahm er als Soldat am Ersten Weltkrieg teil.
Nach seiner Rückkehr setzte Kleinmeyer seine Tätigkeit in der Verwaltung fort. Von 1918 bis 1920 war er Ratenleiter bei der Koblenzer Pensionsbehörde, danach erneut Regierungskanzleisekretär.
Kleinmeyer war von 1903 bis 1933 Gemeinde- und Bürgermeisterverordneter in Pfaffendorf. Er trat 1918 in die SPD ein, für die er bei der Reichstagswahl 1920 erfolglos zum Reichstag kandidierte. Im Februar 1921 wurde er als Abgeordneter in den Preußischen Landtag gewählt, dem er ohne Unterbrechung bis zum Ende der vierten Legislaturperiode 1933 angehörte. Im Parlament vertrat er den Wahlkreis 21 (Koblenz-Trier).